# Lista de partidos políticos na Guiné
Partidos políticos na Guiné listas de partidos políticos na Guiné.
Guiné é um Dominant-party system com o Partido Unidade e Progresso no poder. Partidos de oposição são permitidos, mas são amplamente considerados como não ter chance real de ganhar o poder.

## Os partidos
- Partido Unidade e Progresso (Parti de l'Unité et du Progrès, PUP)
- União para o Progresso e Renovação (Union pour le Progrès et le Renouveau, UPR)
- União para o Progresso da Guiné (Union pour le Progrès de la Guinée, UPG)
- Partido Democrático da Guiné-Rally Democrático africano (Parti Démocratique de Guinée-Rassemblement Démocratique Africain, PDG-RDA)
- Aliança para o Progresso Nacional (Alliance Nationale pour le Progrès, ANP)
- Partido da União para o Desenvolvimento (Parti de l’Union pour le Développement, PUD)
- Rassemblement du peuple de Guinée (RPG)

## Política étnica
O presidente Alpha Conde recebe apoio do segundo maior grupo étnico da Guiné, o Malinke. A oposição da Guiné é apoiada pelo grupo étnico Fula (em francês:  Peul; em fula:  Fulɓe),que representam cerca de 40% da população.